# Théâtre forum
Le théâtre-forum est une méthode de théâtre interactif, mise au point à partir des années 1960 par l'homme de théâtre brésilien Augusto Boal, dans les favelas de São Paulo. Le théâtre-forum est une des formes du « théâtre de l'opprimé ».
Le théâtre de l'opprimé a été conceptualisé par Boal comme étant un théâtre qui « est fait par le peuple et pour le peuple ». Sophie Coudray précise que "c’est le peuple qui doit être à l’origine de ses propres représentations et pour cela qui doit être en mesure de produire lui-même un théâtre qui correspond à son point de vue et à ses aspirations et dont il peut faire usage dans ses luttes."
Il s'agit de dénoncer et de mettre en scène des situations d'injustice, pour aider les communautés qui en sont victimes à reprendre leur destinée en main.

## Principes, spécificités, objectifs
Pour Boal, "le théâtre est nécessairement politique". Il prolonge en disant que le théâtre est une arme, une arme très efficace que les classes dominées doivent se réapproprier, les classes dominantes n'ayant de cesse de chercher à le confisquer pour le mettre au service de leur domination.
Le principe du théâtre-forum tel que voulu par Boal est que les comédiens non professionnels, issus d'une communauté vivant une oppression, improvisent puis fixent une scène de quelques minutes sur des thèmes illustrant des situations d'oppression ou de tension problématiques en lien avec la réalité sociale, économique, sanitaire de cette communauté. Ils vont ensuite la jouer face à la communauté à qui est destiné le message. À la fin de la scène — dont la conclusion est en général catastrophique —, le meneur de jeu appelé joker assiste le public dans un échange au cours duquel celui-ci construit collectivement sa représentation de ce qu'il a vu. Le joker incite alors le public à envisager des alternatives à la scène et convie les membres du public à remplacer un acteur pour expérimenter quelque chose qui infléchirait le cours des événements.
Ross Kidd considère que cette méthode d'éducation populaire remplit les fonctions suivantes :  
- développement communautaire;
- prise de conscience politique;
- éducation corrective;
- conscientisation et organisation communautaire.

Il s'agit d'une technique de théâtre participative qui vise à la conscientisation des populations.
La méthode mérite d’être resituée dans le cadre des méthodologies dites de l’Éducation Populaire . La visée initiale est de stimuler des processus d’émancipation individuelle et collective à des fins de transformation sociale. Les racines de la forme moderne le rattachent à l’action du sociologue américain Saul Alinsky .
Selon René Badache, si le théâtre-forum de Boal se voulait un outil de contre-pouvoir, mobilisé pour les opprimés et les opposant à des oppresseurs "objectifs", les usages actuels dans le cadre du Théâtre institutionnel vont plutôt intégrer une perspective de questionnement de la complexité des rapports dans l’organisation. La finalité devient dès lors de « faire émerger les dysfonctionnements des organisations au-delà des symptômes évoqués et des modalités par lesquelles le pouvoir est incorporé », ce qui rompt avec une vision manichéenne des tensions qui traversent les rapports humains, sans renier la visée politique de la méthode. Anne Berchon et François Bousquet propose une même évolution de l’outil, avec ce qu’ils qualifient de «théâtre-forum de la complexité» : il s’agit d’interroger et de faire réfléchir sur nos rôles dans des systèmes d’oppression auxquels nous participons à un degré ou à un autre.
La méthode a obtenu une reconnaissance précoce en France et notamment à Nancy, le directeur du théâtre Universitaire de la ville, Jack Lang ayant invité Boal à un séjour en France en 1978 alors qu'il était poursuivi dans son pays pour son activisme en faveur des plus démunis.

### Objectifs d’émancipation - une approche incarnée
Sophie Coudray souligne la visée "révolutionnaire et émancipatrice" bien plus qu'artistique. Pour elle, la méthode doit "permettre à des opprimés, ni acteurs, ni professionnels du théâtre, d’utiliser un arsenal des techniques théâtrales afin de mettre au jour les ressorts de l’oppression qu’ils subissent, de s’entraîner à y faire face, d’élaborer des stratégies permettant d’engager un rapport de force". Pour elle, les visées révolutionnaires d'origine n'ont pas lieu d'être reniées.
Le théâtre-forum a été notamment utilisé auprès de populations non alphabétisées dans les projets de développement en pays du Sud (par exemple en Inde, au Rajasthan, au Bengale et au Maharashtra). Il est aussi en usage dans les pays développés pour soulever des problèmes de société, dans l'école ou dans l'entreprise ,,. Des mouvements actifs de la transition écologique et sociétale mobilisent également cette technique,.
La méthode présente l’intérêt d’ « offrir un cadre pour débattre de façon incarnée d’une situation, en mobilisant et en rendant visibles et légitimes les réactions émotionnelles des salariés, et en permettant que le débat se situe également à ce niveau des émotions, bien distinct de celui d’une discussion abstraite classique. »

## Animation en deux temps
Un premier temps permet à un collectif accompagné par un professionnel de créer la ou les saynètes qui vont illustrer la situation difficile que ce collectif vit. C’est dans un second temps, le temps du théâtre-forum proprement dit que cette ou ces scènes seront présentées à un public plus large. Ce second temps peut être divisé en deux phases, celle du théâtre, lors de laquelle la scène est jouée, et celle du forum, au cours de laquelle le public va interagir avec un animateur-joker pour exprimer ses ressentis et éventuellement proposer des alternatives qui pourront être jouées.
La personne qui propose une alternative va monter sur scène et interagir avec les acteurs sur la base de sa proposition alternative, qui peut viser par exemple à dépasser les limites de la scène de départ. Les acteurs réagiront à ce qui leur est proposé en cohérence avec les personnages qu’ils incarnent. Ces moments au cours desquels des personnes du public montent sur scène sont appelés « remplacements ». Le dispositif du théâtre-forum encourage donc les spectateurs à intervenir pour modifier l’action dramatique en imaginant et en testant d’« autres possibles ». En cela, "le spectateur se transforme en « Spect-acteur »» et mobilise concrètement son pouvoir d’agir pour modifier le cours des choses dont il a d’abord été témoin . Selon Hamel, le spectateur  refuse en devenant spect-acteur «de céder son pouvoir d’agir au héro incarné par l’acteur».

### L’animateur-joker
Si le théâtre-forum vise la conscientisation politique des opprimés, la méthode s'appuie néanmoins sur un animateur confirmé, le joker. Selon Guerre, ce travail est particulièrement exigeant, il demande à la fois "clarté, précision, empathie, fermeté, authenticité, justice et solidarité". Il personnifie la question posée à l'assemblée au moyen de la scène qui lui a été présentée et garantit la solidarité du collectif éphémère que constituent l'ensemble des spect-acteurs. Badache, dans l'usage qu'il fait de la méthode, accorde moins de poids au joker, la méthode pour lui participe à la conscientisation individuelle et collective, en questionnant les représentations des différents participants, puis du groupe dans une « situation donnée » : le théâtre-forum « facilite l’expression politique dans un cadre sécurisant et ludique. »

## Un public actif
Boal a créé pour désigner l'assistance le terme de Spectacteur, mot valise composée de spectateur et acteur. Pour Boal, tout le monde doit être acteur dans un monde qu'il aspire de libérer. Le terme fait référence au double rôle de ceux qui sont impliqués dans le processus en tant que spectateur et acteur, car ils observent et créent tout à la fois un sens et une action à l'occasion des remplacements, c'est-à-dire lorsque le joker les amène à remplacer un des acteurs pour essayer de construire une alternative se substituant à la scène initiale.
Lénel souligne l'importance de tester ses idées en les jouant. Ainsi, si, de sa chaise, un spectateur peut être convaincu d'avoir une excellente idée, « une fois portée sur scène, elle se transforme, évolue, produit des conséquences inattendues et souvent non désirées par son initiateur. Le spectateur teste en grandeur réelle son idée et se rend compte que finalement elle n’est pas si simple ni si évidente à mettre en œuvre ».

## Prolongements
Après avoir été élu au parlement brésilien en 1992, Boal va aux bout des finalités politiques qu'il associe du théâtre de l'opprimé et du théâtre-forum en développant le théâtre législatif. Des communautés sont accompagnées par animateurs culturels pour mettre en forme théâtrale leur vécu face à l'oppression. Il organise ensuite des processus de convergence au travers de prises de notes réalisées par ses équipes. Ces documents sont ensuite analysés par une Cellule Metabolizatrice au service du parlementaire pour générer des actions légales ou des propositions de loi.

## Documents audiovisuels et articles
Saint-Étienne-les-Orgues (04) le 17 juillet 2005 :
- Présentation du Théâtre de l’Opprimé par Augusto Boal (MP3 84 Mo)
- Performance de théâtre forum sur le thème du logement dans la région de Forcalquier (MP3 60 Mo)
- Performance de théâtre législatif sur le même thème (MP3 77 Mo)

### Autres sources
- Film de l'Institut de Recherche pour le Développement sur une expérience originale de théâtre-forum au Burkina Faso
- International Theatre of the Oppressed Organisation